# Wedelia calycina
Wedelia calycina là một loài thực vật có hoa trong họ Cúc. Loài này được Rich. miêu tả khoa học đầu tiên năm 1807.

## Phân bố
Loài hoa này phân bố chủ yếu tại Đông Bắc Nam Mỹ, Cuba, Cộng hoà Dominica và Panama.